# Carson Kressley
Carson Lee Kressley (Allentown, 11 de noviembre de 1969) es un presentador, actor, productor, escritor y diseñador estadounidense. Fue el experto en moda en el programa de televisión estadounidense Queer Eye, donde fue uno de los «Fab Five» de la serie. También fue el anfitrión motivador del programa de televisión How to Look Good Naked y Carson Nation de OWN, así como un concursante en la temporada 13 de Dancing with the Stars. Kressley es actualmente un juez principal en RuPaul's Drag Race.

## Primeros años
Kressley nació en Allentown, Pensilvania, y se crio en la cercana comunidad no incorporada de Orefield, Pensilvania. Su familia crio ponis y compitió en eventos equinos desde una edad temprana, fue miembro del equipo de equitación de Seat World Saddle Seat en 1999 y ganó un campeonato mundial en 2009.
Se graduó de Northwestern Lehigh High School en 1987, y en 1991 obtuvo una licenciatura del Gettysburg College, donde fue elegido Phi Beta Kappa y miembro de la fraternidad Alpha Phi Omega.

## Carrera
Comenzó como estilista independiente, luego trabajó para Ralph Lauren desde 1994 hasta 2002, trabajando en varias áreas, entre ellas la indumentaria masculina y la publicidad corporativa. Su salto a la televisión tuvo lugar en 2003 cuando ganó gran exposición como el «conocedor de moda» en Queer Eye cuando el programa debutó en la cadena de televisión por cable Bravo. Permanece activo y visible en televisión como crítico de moda o comentarista. Kressley aparece con frecuencia en Good Morning America y para E!, entre otros, y ha criticado las modas de la alfombra roja en eventos de alto perfil como los Oscars y los Globo de Oro. En 2005, actuó como juez para el concurso de belleza Miss Universo, que se transmitió en vivo desde Bangkok, Tailandia.  En 2006, regresó al concurso de Miss Universo, pero como comentarista, y también fue comentarista del concurso Miss USA. En el año 2023, volvió al concurso Miss Universo como parte del jurado.
En febrero de 2007, fue anunciado como el anfitrión del nuevo programa de cambios de imagen de Lifetime, How to Look Good Naked (una versión estadounidense de una serie británica). El primer episodio de la serie, el 4 de enero de 2008, obtuvo cifras récord para Lifetime, 1,6 millones de espectadores, que incluyeron números significativos en adultos de 18 a 49 y adultos de 18 a 34 años, así como la demografía de la cadena de mujeres de 18 a 34 años. En enero de 2008, el primer episodio de How to Look Good Naked fue el estreno mejor calificado de Lifetime en esos tres grupos demográficos.
En mayo de 2007, actuó como juez en la serie reality Crowned: The Mother of All Pageants, donde los equipos de madre e hija compiten en un concurso de belleza. Crowned debutó en The CW el 12 de diciembre de 2007.
Kressley apareció como el maestro de ceremonias en el True Colors Tour 2008 de Cyndi Lauper.
En 2007, apareció en I'm a Celebrity...Get Me Out of Here! en la versión australiana filmada en Sudáfrica.
Fue presentador en la serie de ABC, True Beauty, junto con Vanessa Minnillo y Beth Stern.
En 2011, Kressley comenzó un programa en Oprah Winfrey Network titulado Carson Nation.
En septiembre de 2011, Kressley participó en la temporada 13 de Dancing with the Stars, emparejado con la bailarina profesional Anna Trebunskaya. Kressley demostró ser un favorito de los fanáticos, pero fue eliminado en la quinta semana de la competencia.
En 2015, Kressley y Ross Mathews fueron nombrados nuevos jueces regulares para la séptima temporada de RuPaul's Drag Race.
En mayo de 2016, Kressley fue anunciada como comentarista con Michelle Collins para el Festival de la Canción de Eurovisión 2016 en Logo TV; la primera vez que Estados Unidos transmitió la competencia en vivo.
En agosto de 2016, Kressley apareció en Celebrity Family Feud con miembros de su familia.
En enero de 2017, Kressley apareció como concursante en The New Celebrity Apprentice.
En febrero de 2017, Kressley se convirtió en un concursante famoso en la versión australiana de I'm a Celebrity...Get Me Out of Here!.
En agosto de 2017, Carson Kressley comenzó como concursante en la temporada 11 de Worst Cooks in America.
En diciembre de 2017, Kressley apareció como concursante en The Chase.

### Actuación
Desde el éxito de Queer Eye ha perseguido varias oportunidades de actuación. En 2005, Kressley hizo su debut cinematográfico en la película The Perfect Man protagonizada por  Heather Locklear y Hilary Duff, interpretando a Lance, un barman. Protagonizó The Year Without a Santa Claus con John Goodman como Santa, que salió al aire el 11 de diciembre de 2006, en NBC. Tuvo un pequeño papel en su tercera película, la comedia independiente 16 to Life. El largometraje It's Christmas, Carol se estrenó en diciembre de 2012.

### Diseño de moda
En noviembre de 2006, Kressley estrenó Perfect, su propia ropa para hombres y mujeres, en QVC. Cita su experiencia como estilista con Ralph Lauren y en Queer Eye como inspiración para la línea, y dice que «...se dio cuenta de que a mucha gente le faltan grandes elementos básicos en su vestuario. Considero que mi colección Perfect para QVC es "básica con un giro"». Debutó una nueva colección femenina para Shop NBC en abril de 2012. La colección, llamada «Love, Carson», está construida sobre piezas transformadoras que brindan a las mujeres un glamour asequible.

### Libros
- Autor del libro de 2004 Off The Cuff: The essential style guide for men and the women who love them (ISBN 0-525-94836-8).
- Autor de You're Different and That's Super, una historia para niños de 2005 que se inspira en el cuento clásico «El patito feo», con un unicornio que crece entre una manada de caballos desde la crianza hasta la madurez.[18]
- Coautor de Queer Eye for the Straight Guy: The Fab Five's Guide to Looking Better, Cooking Better, Dressing Better, Behaving Better, and Living Better (Clarkson Potter, 2004),con los otros cuatro miembros del elenco.
- Autor (con Riann Smith) del libro de 2016 Does This Book Make My Butt Look Big?: A Cheeky Guide to Feeling Sexier in Your Own Skin and Unleashing Your Personal Style.

### Otras vocaciones
En abril de 2006, Kressley fue ordenado por Internet como ministro de la Universal Life Church, para poder realizar una ceremonia de boda durante un episodio de Queer Eye.
Kressley también es conocido como un propietario de caballos Saddlebred americano y respetado por su éxito como expositor de espectáculos de caballos. Él ganó un título mundial en 2009. El interés de Kressley en los caballos, combinado con su interés en promover el respeto por la diversidad, resultó en su autoría de You're Different and That's Super!, ilustrado por el dibujante Jared Lee.
Kressley es embajador de la Melbourne Cup, en 2007 participando en la Fashion On The Field.
En noviembre de 2006, Kressley compitió en una edición de famosos de Jeopardy! contra Regis Philbin y Nancy Grace. Carson tomó el segundo lugar, perdiendo por un dólar.

## Premios
- En 2004, Queer Eye ganó un Premio Emmy por el «Mejor Reality». Fue nominado de nuevo para esa categoría en 2005.